# 井上由美子 (社会学者)
井上 由美子（いのうえ ゆみこ、1946年（昭和21年） - ）は、日本の社会福祉学者。城西国際大学福祉総合学部教授。元宇部フロンティア大学人間社会学部助教授。
長崎県出身。日本社会事業大学社会福祉学部卒業。法政大学大学院社会科学研究科修了。

## 人物
長崎県出身。日本社会事業大学社会福祉学部を卒業後、法政大学大学院社会科学研究科社会学専攻に進学し修了。
大学を卒業後、九州保健福祉大学社会福祉学部講師、宇部フロンティア大学人間社会学部助教授を経て城西国際大学福祉総合学部教授に就任し、同学部で学部長を務めた。

## 著書
- 『バリアフリー サイン計画とまちづくり』（中央法規出版、1998年）
- 『協生の福祉 もうひとつの援助技術論』（明石書店、2004年）
- 『就労支援サービス 新カリキュラム対応』（向後礼子、久美 現代の社会福祉士養成シリーズ、2010年）